# The Bourne Ultimatum
The Bourne Ultimatum is een Amerikaanse actiefilm, die in 2007 in première ging en dat jaar drie Oscars won, die voor beste geluidsmixing, geluidsbewerking en montage.
De film is de derde in de Bourne-reeks. De reeks is gebaseerd op de gelijknamige boekenserie van Robert Ludlum, hoewel de plot van de tweede en derde film weinig gelijkenissen vertoont met de boeken. De hoofdrol is weggelegd voor Matt Damon als Jason Bourne. Net als deel twee, The Bourne Supremacy, is de film door Paul Greengrass geregisseerd, met het scenario van Tony Gilroy. Universal Pictures bracht de film in de Verenigde Staten uit op 3 augustus 2007. België was op 12 september aan de beurt, Nederland een dag later.
Jon Powell componeerde opnieuw de muziek voor dit deel. Het album van de soundtrack werd uitgebracht op 31 juli 2007 en bevat tevens een nieuwe versie van het nummer Extreme Ways van Moby.
The Bourne Ultimatum is het derde deel uit de Bourne-reeks, na The Bourne Identity en The Bourne Supremacy. De film gaat verder na de autoachtervolging in het tweede deel, waarna Bourne verder op zoek gaat naar zijn echte identiteit en hij medewerking krijgt uit onverwachte hoek.
In 2012 verscheen er een vierde deel in de Bourne-filmreeks, The Bourne Legacy, maar dan met Jeremy Renner in de hoofdrol.

## Verhaal
De film begint meteen na de autoachtervolging in Moskou vlak voor het einde van The Bourne Supremacy, met een gewonde Jason Bourne die de politie van Moskou probeert te ontwijken. Achternagezeten door de politie breekt hij in bij een kliniek om zijn wonden te behandelen. De politie valt het gebouw binnen maar Bourne weet te ontsnappen.
Zes weken later reist Bourne naar Parijs om Maries broer Martin te vertellen over haar dood. Onderweg leest hij in een artikel in The Guardian waarin journalist Simon Ross hem omschrijft als een CIA-agent. Bourne besluit Ross uit te nodigen op Station Waterloo in Londen. Ross blijkt echter zonder het te weten onder toezicht te staan van de CIA omdat hij in een telefoongesprek met zijn hoofdredacteur het woord "Blackbriar" noemde, waardoor de CIA gewaarschuwd wordt. Ross rijdt na een telefoontje van Bourne naar Waterloo Station, terwijl hij achtervolgd wordt door de CIA, die denkt dat ze nu de bron van Ross' informatie over Blackbriar kan achterhalen. Bourne merkt de aanwezigheid van de agenten in het station echter op. Hij stopt ongemerkt een prepaid mobiele telefoon in Ross' jaszak waarmee Bourne hem laat weten hoe hij de agenten kan ontwijken. CIA-beambte Noah Vosen, die hoofd was van de topgeheime Operatie Blackbriar (een vervolgproject van Treadstone dat al behandeld werd aan het einde van The Bourne Identity), geeft aan Paz, een "asset" - net als Bourne een door de CIA opgeleide huurmoordenaar, de opdracht om Ross en zijn bron te doden. Vossens team merkt de aanwezigheid van Bourne op een beveiligingscamera. Vossen vermoedt dat hij de bron van Ross is. Bourne raadt Ross aan zich te verbergen omdat ze hem waarschijnlijk willen vermoorden, maar in een paniekaanval rent Ross weg en wordt hij door Paz met een scherpschuttersgeweer doodgeschoten. In de chaos die daarop volgt steelt Bourne Ross' aantekeningen die waarschijnlijk meer over zijn achtergrond kunnen vertellen. Uit de aantekeningen blijkt dat Ross' zijn informatie over Blackbriar en Bourne kreeg van Neal Daniels, de chef van CIA Madrid.
Plaatsvervangend directeur Pamela Landy wordt gevraagd om mee te helpen met het vangen van Bourne. Met Landy's hulp komen Vosen en zijn team te weten dat Daniels Ross' bron was. Ze besluiten een team te sturen naar Daniels' kantoor, maar Bourne is daar al eerder, waar hij het CIA-team aanvalt terwijl ze het kantoor binnenvallen. Terwijl Bourne de aanval op de CIA-agenten afrondt komt Nicky Parsons het kantoor binnenlopen. Nicky vertelt hem dat Daniels is gevlucht naar de Marokkaanse stad Tanger. Samen ontsnappen de twee uit het kantoor. Bourne belt de Spaanse politie, die verhindert dat de CIA-agenten achter Bourne aan kunnen gaan.
In Tanger blijkt dat de CIA de moordenaar Desh Bouksani gestuurd heeft om Daniels, die informatie over Bourne en de topgeheime Operatie Blackbriar heeft, uit te schakelen. Nicky gebruikt haar officiële account om Desh een bericht te sturen waarin staat dat ze elkaar moeten ontmoeten voor een nieuwe telefoon. Dit geeft Bourne de gelegenheid Desh te volgen naar Daniels. Wanneer Vosen zich realiseert dat Nicky samenwerkt met Bourne geeft hij de opdracht Nicky en Bourne te vermoorden nadat hij Daniels heeft gedood. Landy is overstuur vanwege de beslissing van Vosen om CIA-personeel te doden, en verlaat daarom de operatie.
Bourne volgt Desh, maar hij kan niet verhinderen dat Daniels sterft door een bom van Desh die afgaat. Desh gaat vervolgens op pad om Nicky te vermoorden. Bourne was zeer vlakbij aanwezig bij de bomexplosie, en om te voorkomen dat ze hem als dader aanzien rent hij door de straten van Tanger om aan de politie te ontkomen, maar om ondertussen ook Nicky te vinden. Na een gevecht tussen Bourne en Desh komt Desh om het leven. Bourne neemt Daniels' documenten mee en reist vervolgens samen met Nicky naar New York. Daar belt Bourne Landy terwijl hij haar observeert vanaf een gebouw aan de overkant. Daar wordt het einde van The Bourne Supremacy herhaald: Landy vertelt Bourne dat zijn echte naam David Webb is en dat hij geboren is op "4/15/71", een code voor het adres van het Treadstonegebouw aan de 415 East 71st Street. Bourne stuurt een sms naar Landy om een ontmoeting te regelen. Vosen onderschept het sms'je echter en volgt Landy als ze op weg gaat. Bournes ontmoeting blijkt later een afleidingsmanoeuvre te zijn geweest, Bourne kreeg namelijk nu de kans om Vosens kantoor binnen te gaan. Vosen komt pas achter het afleidingsmanoeuvre wanneer Bourne hem belt en zegt dat hij zich in zijn kantoor bevindt. Met Vosens opgenomen stem opent Bourne vervolgens de kluis in Vosens kantoor en steelt de geheime Blackbriar-documenten. Vosen geeft de CIA-agenten de opdracht terug te gaan naar zijn kantoor om daar Bourne te pakken. Bourne weet echter te ontsnappen en belandt in een autoachtervolging met CIA-agenten en Paz. De weg waar ze racen wordt een ravage, en Paz is zwaargewond. Bourne kiest ervoor hem toch niet te doden wanneer hij daar de kans voor krijgt.
Bourne ontmoet na de autoachtervolging Landy bij het Treadstonegebouw om haar de documenten die hij stal uit Vosens kantoor te geven. Dan gaan de twee naar binnen. Bourne achterhaalt met de hulp van Dr. Albert Hirsch met succes zijn ware identiteit doordat hij zich nu allerlei dingen kan herinneren. Bourne herinnert zich als David Webb, een man die vrijwillig besloot mee te doen aan het Treadstoneproject. Bourne zegt Hirsch dat hij niets meer met Treadstone of de CIA te maken wil hebben en hij loopt weg.
Vosen komt erachter dat de geboortedatum die Landy aan Bourne gaf in werkelijkheid een code is. Vosen rijdt naar het Treadstonegebouw om Landy daar te onderscheppen, maar Landy is net op tijd klaar met het faxen van de documenten uit Vosens kamer, die voor hem zeer belastend zullen zijn tijdens een rechtszaak. Ondertussen staat Paz op het punt om Bourne neer te schieten op het dak van hetzelfde gebouw. Bourne vraagt aan Paz of hij weet waarom hij de opdracht kreeg hem te vermoorden. Paz doet zijn wapen omlaag, maar achter hem komt Vosen schietend op Bourne aflopen. Bourne springt van het dak af en komt terecht in de East River.
Een paar dagen later bekijkt Nicky het nieuws, waarin wordt gezegd dat Operatie Blackbriar is ontmanteld, Hirsch en Vosen gearresteerd zijn en CIA-directeur Ezra Kramer wordt ondervraagd door de Senaat over zijn betrokkenheid bij deze operatie. Over David Webb, oftewel Jason Bourne, wordt gezegd dat hij in de East River sprong maar zijn lichaam niet is gevonden, waarna Nicky glimlacht. De film gaat over op Bourne bewegingsloze lichaam in het water. Dan begint hij ineens te bewegen en zwemt hij in het donker naar de oppervlakte.

## Rolverdeling
| Acteur           | Personage         | Opmerkingen                             |
| ---------------- | ----------------- | --------------------------------------- |
| Matt Damon       | Jason Bourne      |                                         |
| David Strathairn | Noah Vosen        | CIA-medewerker                          |
| Joan Allen       | Pamela Landy      | Onderdirecteur van de CIA               |
| Julia Stiles     | Nicky Parsons     | Voormalig Treadstone-contact van Bourne |
| Paddy Considine  | Simon Ross        | Britse journalist                       |
| Albert Finney    | Dr. Albert Hirsch | Bedenker van Operation Treadstone       |
| Scott Glenn      | Ezra Kramer       | Directeur van de CIA                    |
| Édgar Ramírez    | Paz               | Moet Ross en Bourne vermoorden          |
| Joey Ansah       | Desh              | Moet Daniels en Nicky vermoorden        |

## Achtergrond

### Productie
Er werd opgenomen in Marokko, Spanje, Engeland, Frankrijk, Duitsland (in plaats van Rusland) en de Verenigde Staten.

### Muziek
De filmmuziek werd gecomponeerd door John Powell. De originele soundtrack werd op 31 juli 2007 vrijgegeven door Decca Records en bevat onder meer het nummer "Extreme Ways" van Moby in een nieuwe versie.

## Ontvangst
The Bourne Ultimatum bracht 69,3 miljoen dollar op in het weekend dat de film in première ging, een zeer hoog bedrag. Op 19 september 2007 had de film al wereldwijd bijna 342 miljoen dollar opgebracht, meer dan de voorgaande films. The Bourne Ultimatum staat daarmee momenteel op nummer 10 in de lijst van meest succesvolle films van 2007. The Bourne Ultimatum werd zeer goed ontvangen. Op Rotten Tomatoes staat de film op een waardering van 93%, hoger dan de voorgaande films. Mick LaSalle van de San Francisco Chronicle noemde de film "Een doordachte, superieure actiefilm". Maitland McDonagh van TVGuide.com noemde de film "Een vlugge thriller die nooit fysieke logica opoffert voor een grote vuurbal of een één-op-één-gevecht met een gevechtsvliegtuig", waarmee McDonagh refereert aan het slot van Die Hard 4.0. Wisselend was men over het camerawerk. Paul Greengrass werkt vaak met handheldcamera's in zijn films, waardoor een onrustig beeld kan ontstaan. Tevens gebruikt Greengrass vaak een snelle montage, de gehele film bevat circa 3200 shots, wat neerkomt op circa twee seconden per shot. Richard Corliss van TIME-magazine vroeg zich in zijn positieve recensie af waarom bij conversaties in de film de scènes nu op z'n Parkinsons gefilmd worden. Corliss merkte op dat het camerawerk de kijker afleidt van de inhoud van de scène. Volgens filmkenner John Frankenheimer wordt er op deze manier gefilmd om de kijker juist meer in de film te betrekken, dus alsof jezelf in de film staat en Jason Bourne op zijn tocht volgt.

## Trivia
- Een van de persoonsbestanden die Bourne uit de kluis van Vosen haalde bevat een foto van Richard Chamberlain, de acteur die Jason Bourne in de miniserie The Bourne Identity uit 1988 speelde.
- Omdat het niet mogelijk was Waterloo Station te sluiten voor de opnamen, is meerdere malen te zien dat voorbijgangers in de camera kijken of ernaar wijzen.